# 蔡葩
蔡葩（1914年—），河北省大兴县人，中华民国外交官。
蔡葩自中央政治学校外交系毕业后进入外交部工作。曾任职于中华民国驻苏联伯力、安集延领事馆。后随国民政府赴台，历任外交部科员、专员、科长、专门委员、亚西司帮办等职。1957年起先后任中华民国驻约旦、伊朗、沙特阿拉伯、巴西等国大使馆参事。1964年出任外交部亚西司副司长，后升任司长。1968年出任中华民国驻利比亚大使。